# آندریاس کپلان
آندریاس مارکوس کپلان (انگلیسی: Andreas Marcus Kaplan؛ زادهٔ ۵ اکتبر ۱۹۷۷) اقتصاددان، ریاضی‌دان و استاد دانشگاه اهل آلمان است. همچنین او رئیس دانشگاه لجستیک کوهن نیز است. کاپلان در زمینه‌های رسانه‌های اجتماعی، بازاریابی ویروس‌وار و به‌طور کلی دنیای دیجیتال تخصص دارد.